# 矢野きよ実・山浦ひさし 太陽とバナナ
『矢野きよ実・山浦ひさし 太陽とバナナ』（やのきよみ・やまうらひさし たいようとバナナ）は、東海ラジオ放送で2013年9月30日から2014年9月19日まで放送されていたラジオの生ワイド番組である。

## 概要
これまでの『源石和輝 モルゲン!!』と『かにタク言ったもん勝ち』の8時台・9時台の枠を統合し、新しいワイド番組枠としてスタートしたもの。番組開始時点でのコーナー・箱番組の一部は前出の2番組から引き継いだものである。
- この番組は、東海ラジオAスタジオから、慌しい時間帯にその日の元気を届けるもので、曲のリクエストや、2人へ話してほしい、いわゆるトークリクエストをリスナーから募る。

## パーソナリティ
- 矢野きよ実

2011年春に終了したメ〜テレ「どですか!」以来の帯番組担当。また2009年までワイド番組を持っていたCBCラジオではなく、東海ラジオで初のワイド番組パーソナリティとなる。
- 山浦ひさし

東海ラジオで2000年代半ば以降週末を中心にパーソナリティやレポーターを務めてきたが、この番組でついに帯番組パーソナリティに抜擢された。

### ピンチヒッター
- 深谷里奈（2014年8月18日〜22日）

東海ラジオアナウンサー、矢野の代役として登場。山浦とは以前「山浦・深谷の年リク!!」で共演しており、その時以来のコンビ。
- 原光隆（2014年8月25日〜29日）

東海ラジオアナウンサー。山浦の代役として登場。
二人とも、その後の2014年秋改編でそれぞれ組むパートナーであった。

## タイムテーブル
2013年12月時点。☆は『源石和輝 モルゲン!!』より、★は『かにタク言ったもん勝ち』から移行したコーナー。
- 8:00　オープニング
- 8:07　中日新聞ニュース・天気予報☆
早朝担当の契約アナウンサー・高島美奈が担当する。
- 8:12　交通情報(名古屋センター)☆
- 8:16　山浦ひさしのスーパーキャッチ!
山浦が自身の気になる新聞記事を紹介する。
- 8:24　
  - (月) よくわかる相続3分講座
  - (火 - 金) 交通情報(名古屋センター)☆
- 8:27　(水) インフォマーシャル☆
- 8:44　交通情報(高速一宮センター)☆
- 8:45　リクエスト曲
- 8:50　快適生活ラジオショッピング☆
- 9:00　矢野きよ実のなんでも聞いちゃうでね～
矢野がリスナーから聞いてほしいことを募る。内容によっては悩み相談コーナーとなる。
毎週木曜日は「ラブサーズデー(LOVE Thursday)」と称し、恋に関係する悩み相談コーナーとなる。
いずれもリスナーからの意見も募集し、以下の2つが終わった後で紹介される。
- 9:10　武田鉄矢・今朝の三枚おろし（文化放送制作）★
- 9:19　(月 - 木) 東海・東南海・南海大地震どうなる？どうする！★
- 9:23　交通情報(名古屋センター)★
- 9:30　神野美伽のオツな一日★
その日の歳時記などを紹介する箱番組。この時間帯の箱番組の放送内容はほとんど変わっておらず、提供枠は前箱番組である桂小枝のキンコン冠婚から同一。
- 9:40　久光製薬 リラックスタイム「前略　幸せです」★
企画ネット番組。元々、前番組『かにタク言ったもん勝ち』の10時開始時代に番組直前のミニ番組群の枠で「前略、青山紀子です」として放送されていたものが、9時開始に移行後も時間を変えずに移動し、この番組でも継続してこの時間に放送されている。
- 9:45　(木) 安心めっせーじ★
『かにタク言ったもん勝ち』では、火曜日と木曜日に放送されていた。
- 9:56　エンディング